# Beretta model 1923
 (décembre 2021).
Le Beretta model 1923 est une variante du modèle 1915 plus massive et avec un chien externe.

## Les guerres du M1923
Ces pistolets furent utilisés par les militaires italiens durant les guerre d'Ethiopie, guerre d'Espagne (PA également fournis aux Nationalistes espagnols)  et la Seconde Guerre mondiale.

## Liste des pistolets Beretta
- Beretta model 1934/1935
- Beretta M1951
- Beretta 950
- Beretta 90
- Beretta 70
- Beretta 80 (série)
- Beretta 89
- Beretta 92
- Beretta 93R
- Beretta 8000
- Beretta 9000 S
- Beretta Px4 Storm
- Beretta 90-TWO
- Beretta M9A1
- Beretta BU9 Nano
- Beretta APX (en)